# NGC 6069
NGC 6069 ist eine 14,3 mag helle Linsenförmige Galaxie vom Hubble-Typ S0 im Sternbild Nördliche Krone. Sie ist schätzungsweise 523 Millionen Lichtjahre von der Milchstraße entfernt und hat einen Durchmesser von etwa 125.000 Lichtjahren.
Das Objekt wurde am 21. Juni 1882 von Édouard Stephan entdeckt.